# Cour martiale (film, 1959)
Pour les articles homonymes, voir Cour martiale (homonymie).
Pour plus de détails, voir Fiche technique et Distribution.
Cour martiale (titre original : Kriegsgericht) est un film de procès allemand réalisé par Kurt Meisel, sorti en 1959.
Il s'agit d'une adaptation de la nouvelle Kreuzer Pommern de Will Berthold dans le magazine Revue.
Le film est présenté en compétition officielle au Festival de Cannes 1959.

## Synopsis
Trois marins allemands naufragés, le lieutenant (Oberleutnant zur See) Düren, le maître (Fähnrich zur See) Stahmer et le second-maître (Maat) Hinze, sont sauvés par un sous-marin allemand. Après s'être avérés les seuls survivants du naufrage du navire de guerre Pommern, ils sont d'abord célébrés en tant que héros et décorés.
Cependant un enquêteur note des incohérences dans leurs trois rapports et considère la possibilité qu'ils aient délibérément fuit le navire par intérêt personnel. Un procès est ouvert, les trois hommes étant accusés de désertion et l'enquêteur étant désigné comme procureur. L'avocat de la défense des trois hommes, inexpérimenté en matière de juridiction militaire, demande en vain qu'il soit rejeté pour partialité.
Au début, les accusés affirment leur innocence, mais à mesure qu’ils deviennent de plus en plus incohérents, ils concèdent un à un qu'ils ont quitté le navire prématurément, mais que cela n'a nuit directement à aucun de leurs camarades, et que donc rester sur le navire n’aurait entraîné qu'une mort inutile sans bénéfice pour autrui.
Tous les trois sont condamnés à mort.

## Fiche technique
- Titre : Cour martiale
- Titre original : Kriegsgericht (de)
- Réalisation : Kurt Meisel assisté de Wolfgang Wehrum
- Scénario : Will Berthold, Heinz Oskar Wuttig (de)
- Musique : Werner Eisbrenner
- Direction artistique : Ernst H. Albrecht, Hans Auffenberg
- Photographie : Georg Krause
- Son : Herbert Karwahne
- Montage : Wolfgang Wehrum (de)
- Production : Gero Wecker
- Société de production : Arca-Filmproduktion
- Société de distribution : Neue Filmverleih
- Pays d'origine :  Allemagne de l'Ouest
- Langue : allemand
- Format : Noir et blanc - 1,37:1 - mono - 35 mm
- Genre : Procès
- Durée : 84 minutes
- Dates de sortie :
  -  Allemagne de l'Ouest : 16 avril 1959.
  -  Autriche : 16 avril 1959.
  -  Finlande : 22 janvier 1960.
  -  France : 1er juin 1960[1].

## Distribution
- Karlheinz Böhm : Oberleutnant Düren
- Christian Wolff : Fähnrich Stahmer
- Klaus Kammer (de) : Maat Klaus Hinze
- Hans Nielsen : Maître Wilhelmi, avocat de la défense
- Charles Regnier : Le président de la cour martiale Schorn
- Werner Peters : Le procureur Brenner
- Carl Wery : Le père Stahmer
- Herbert Tiede (de) : Kapitän zur See Paulsen
- Raidar Müller : Koch, adjudant de Brenner
- Martin Benrath (de) : L'officier de radio Maiers
- Reinhard Kolldehoff : Feldwebel
- Berta Drews : Mme Willmers
- Edith Hancke : Mlle Wehner
- Robert Meyn : Amiral Zirler
- Sabina Sesselmann : Antje Düren
- Carola von Kayser (de) : Christa

## Distinctions
Le film a été présenté en sélection officielle en compétition au Festival de Cannes 1959.

## Article annexe
- Sous-marins au cinéma et à la télévision

## Source de traduction
- (de) Cet article est partiellement ou en totalité issu de l’article de Wikipédia en allemand intitulé « Kriegsgericht (Film) » (voir la liste des auteurs).